# Luscan
Luscan és un municipi del departament francès de l'Alta Garona, a la regió d'Occitània. El 2021 tenia 46 habitants.